# Bystrcká lípa
Bystrcká lípa, také známá jako Lípa u Šťávů, je nejstarším stromem Brna. Tento památný strom roste v městské části Bystrc na náměstí 28. dubna.

## Základní údaje
- název: Bystrcká lípa[2], Lípa u Šťávů[1]
- výška: 14 m[1], 16 m[2]
- obvod: 450 cm[1], >440 cm[3], 430 cm[2]
- věk (odhad): 380-400 let (k roku 2000)[3], 400 let (k roku 2003, tj. 422 let aktuálně)[2]

Pod lípou se původně scházeli místní obyvatelé, dnes pod její korunou bývá umístěna zahrádka přilehlé restaurace U Šťávů (do roku 2023 též známé jako Krčma Pod Lípou).

## Stav stromu a údržba
Kmen stromu je dutý, původní dřevo nahradila spleť nových kmenů a vzdušných kořenů. Do výšky 2 metrů je oplocen, aby nedocházelo k poškozování a házení odpadků do dutiny. Sanace stromu proběhla v 90. letech 20. století, kdy došlo i k výměně plůtku. Strom je vitální, zdravý a plodí.

## Další zajímavosti
Lípa se stala vítězem historicky prvního kola soutěže Strom roku, tehdy ještě pořádaného jen v rámci města Brna. V roce 2002 se v celostátním kole dostala mezi finalisty a skončila na 11. místě.

## Památné a významné stromy v okolí
- Buk u Jeleního žlíbku
- Duby U Zoologické zahrady
- Dub na Veveří
- Buk na Veveří (zanikl)
- Helenčina borovice (zanikla)